# 18 Wheeler: American Pro Trucker
18 Wheeler: American Pro Trucker è un videogioco arcade del 2000 sviluppato da Sega-AM2 e distribuito da SEGA. Il gioco è stato successivamente convertito per Dreamcast, PlayStation 2 e GameCube.

## Modalità di gioco
Lo scopo principale del gioco è quello di giungere al traguardo guidando un camion. Il giocatore ha una certa quantità di tempo per raggiungere tale scopo. È possibile scegliere tra diversi personaggi.
Il giocatore deve attraversare gli Stati Uniti partendo da New York fino ad arrivare a San Francisco. Dopo la prima fase è possibile scegliere il rimorchio da trasportatore. Il denaro viene detratto dal totale quando il rimorchio è colpito. I giocatori possono suonare il clacson del camion per fare in modo che le auto sulla carreggiata si spostino.
Oltre al limite di tempo, il giocatore compete contro un camionista rivale.